# 亀老山
亀老山（きろうさん、きろうざん）は、瀬戸内海のほぼ中部にある大島 (愛媛県今治市)南部に位置する山である。別名として大亀山（おおきやま）、隅ヶ岳。標高307.8mで、行政区画は今治市吉海町、双耳峰となっていて本峰に三角点301.1mがあり、もう一つの北西の峰は271mである。山頂一帯は亀老山展望公園となっている。

## 概要
約1300年前に旅の僧が当島の海岸の洞窟で黄金の観音像を背負った大亀と出会い、その観音像を本尊とする伽藍を山上に建立して崇拝したことからこの山を亀老山と呼ぶようになったと伝えられている。
北と西には小集落が形成されているが、南と東は来島海峡に接した海岸が続いている。山の各所から弥生土器が出土しており、古代より海上交通の要衝であったことが窺える。中腹には鎌倉時代後期の様式の宝篋印塔があり、村上義弘の墓と伝えられる。
1994年に山頂に展望台が設置された。当時の町役場から島のシンボルづくりを依頼された建築家の隈研吾が、景観を守る「負ける建築」として、削られて平地になっていた山を盛りなおして埋め込む形に設計した。ここからは西および北に来島海峡や芸予諸島の島々、東に燧灘、また南に今治港・今治市街を望むことができる。従来は山頂までの道路は幅員も狭かったが、1999年の瀬戸内しまなみ海道開通を控えた観光地整備により、道路が改良され、また山頂近くには無料駐車場（普通車18台、大型6台）と土産物と飲み物の店舗も設置されるなど、アクセスは改善され、訪れる人も増えている。瀬戸内海国立公園の区域に含まれる。特に、来島海峡を眼下に望む瀬戸内の夕日の眺望は、観光PR写真等によく用いられる。
亀老山山頂から望む来島海峡が四国八十八景の2017年3月8日決定の第1期22ヶ所の一つに選ばれた。また、トリップアドバイザーの行ってみてよかった！日本の展望スポット2017で第2位に選出された。（なお、1位は京都清水寺、3位は東京都庁舎）

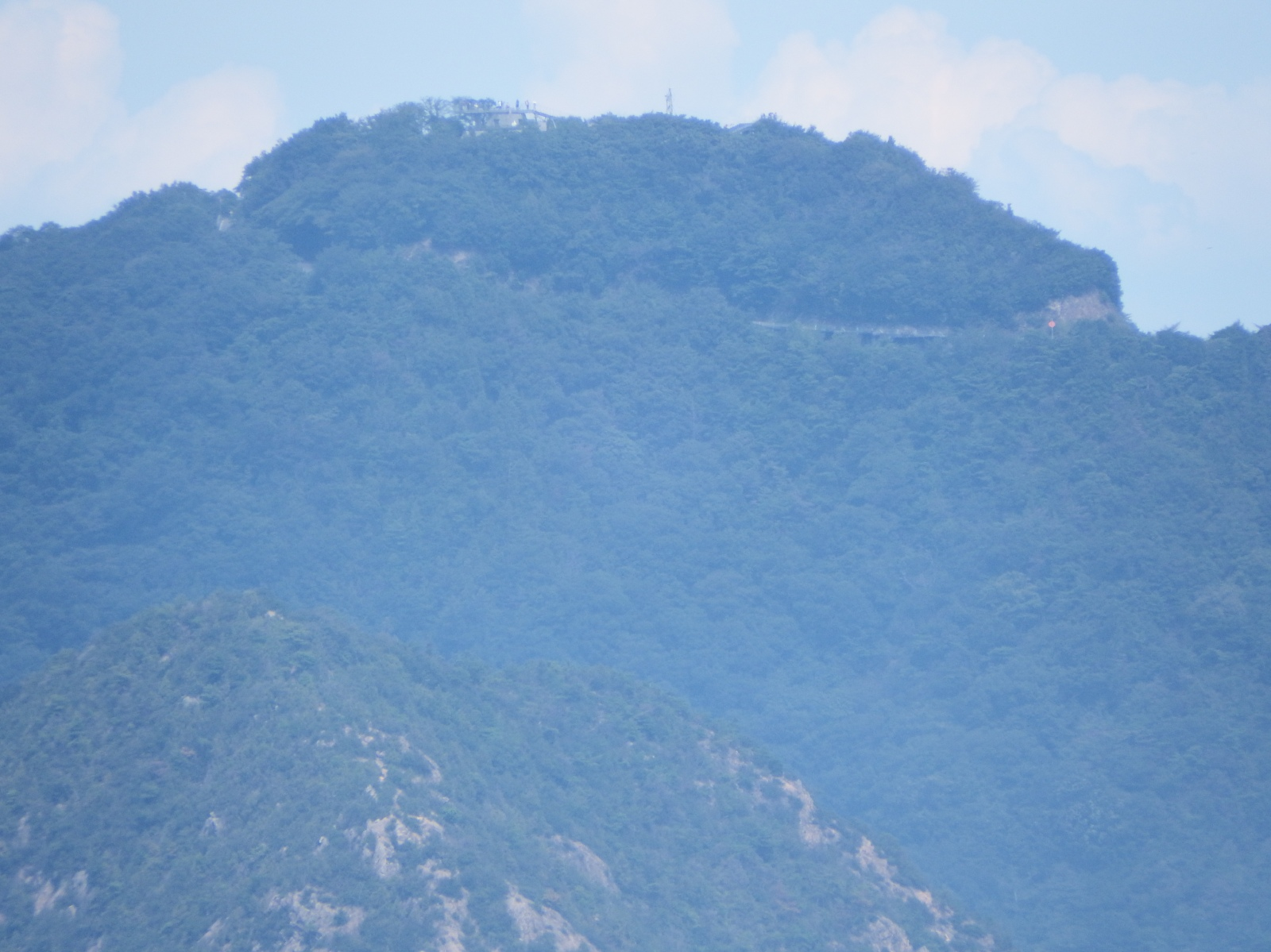
近見山々頂より当山を臨む
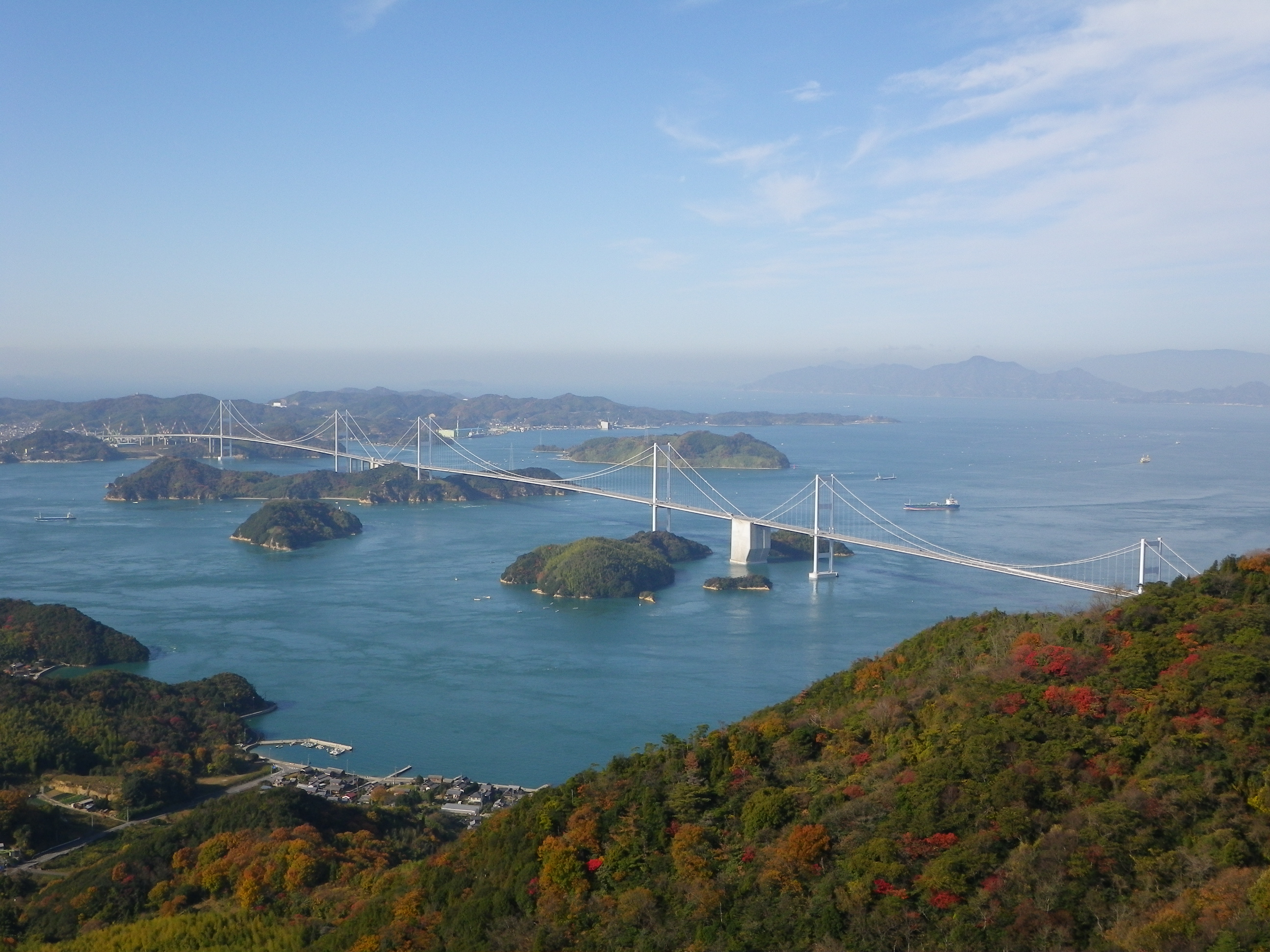
展望台より臨む来島海峡大橋
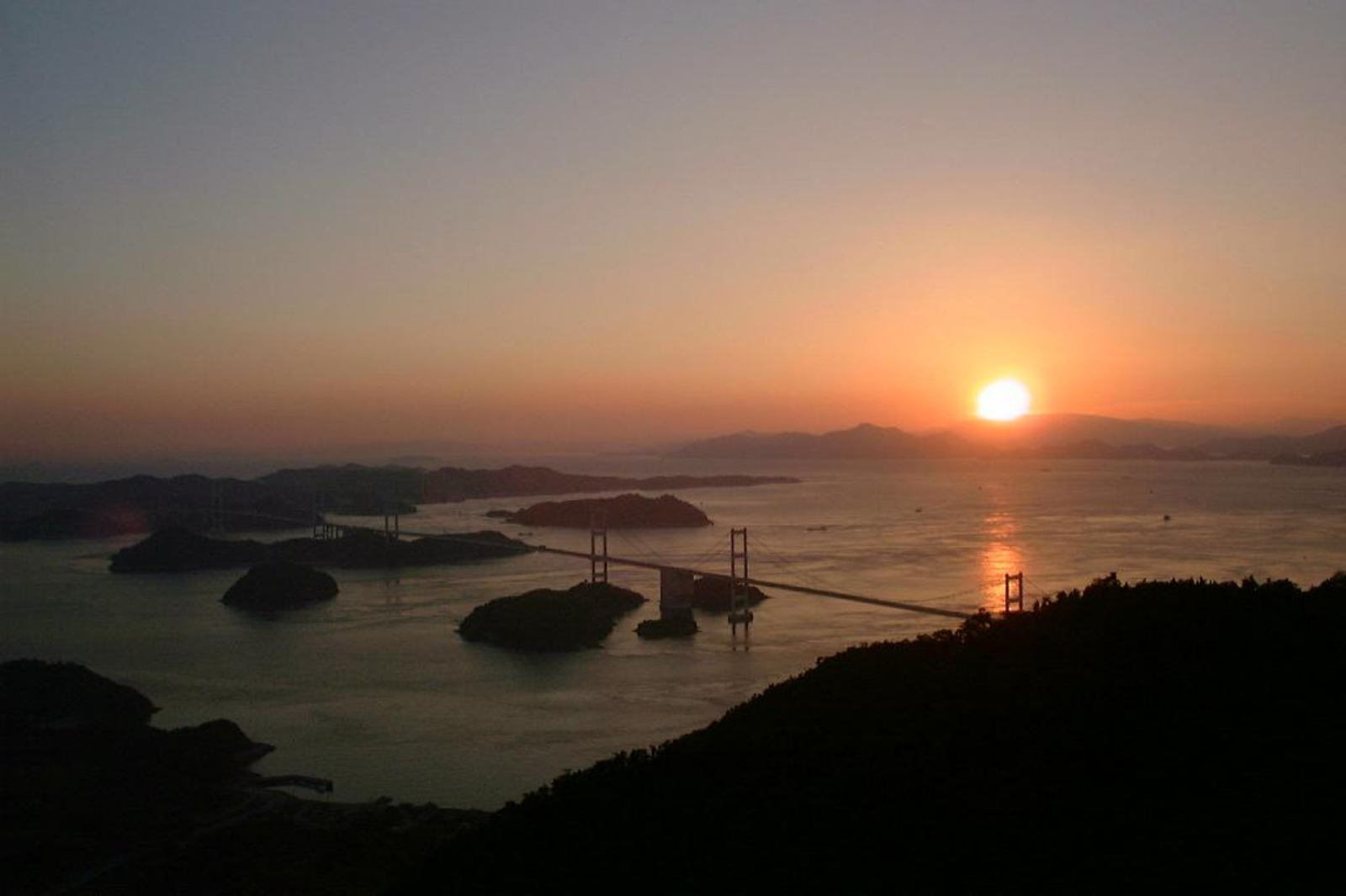
夕景
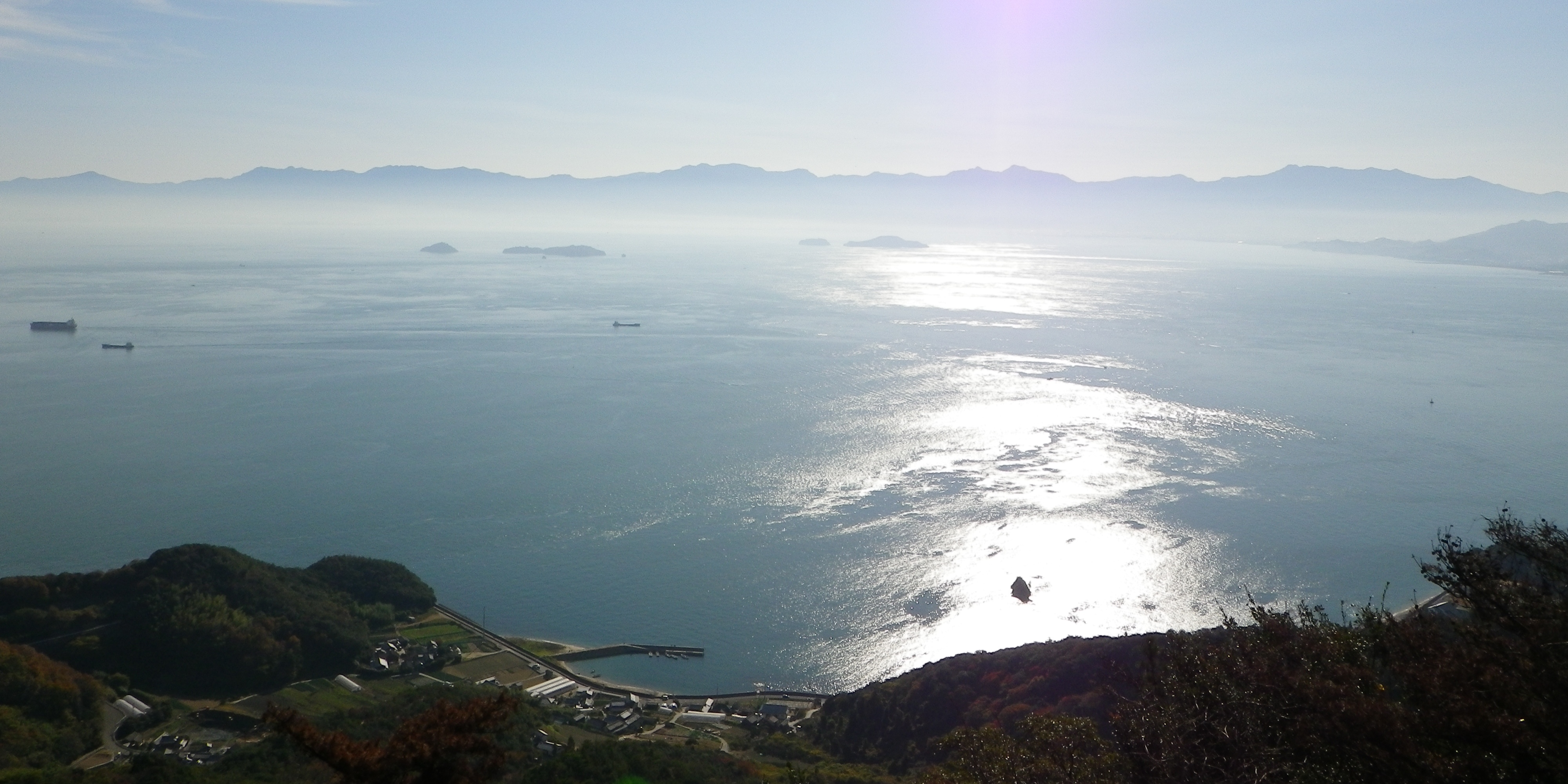
展望台より臨む燧灘と石鎚山脈
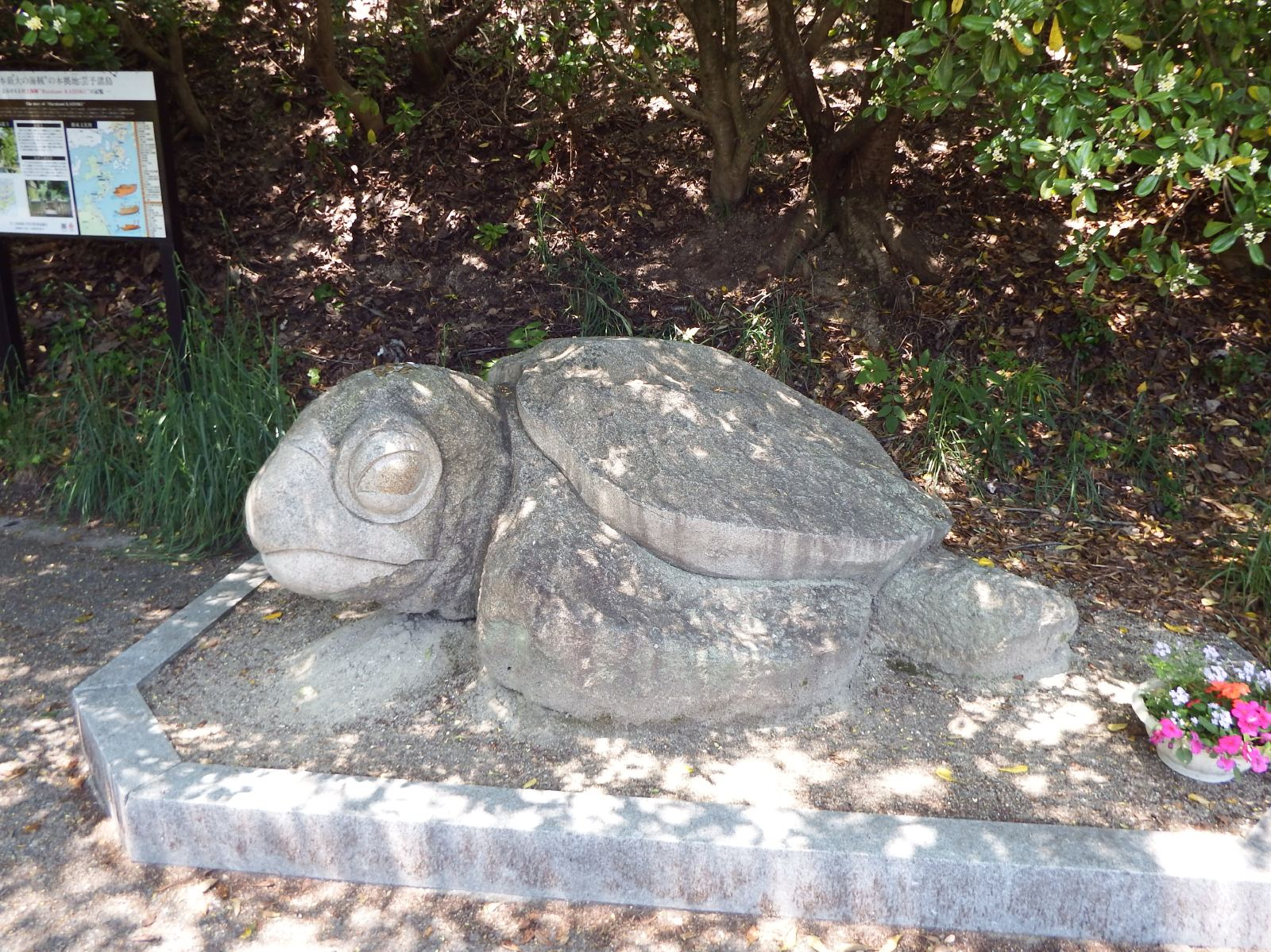
山頂に大亀
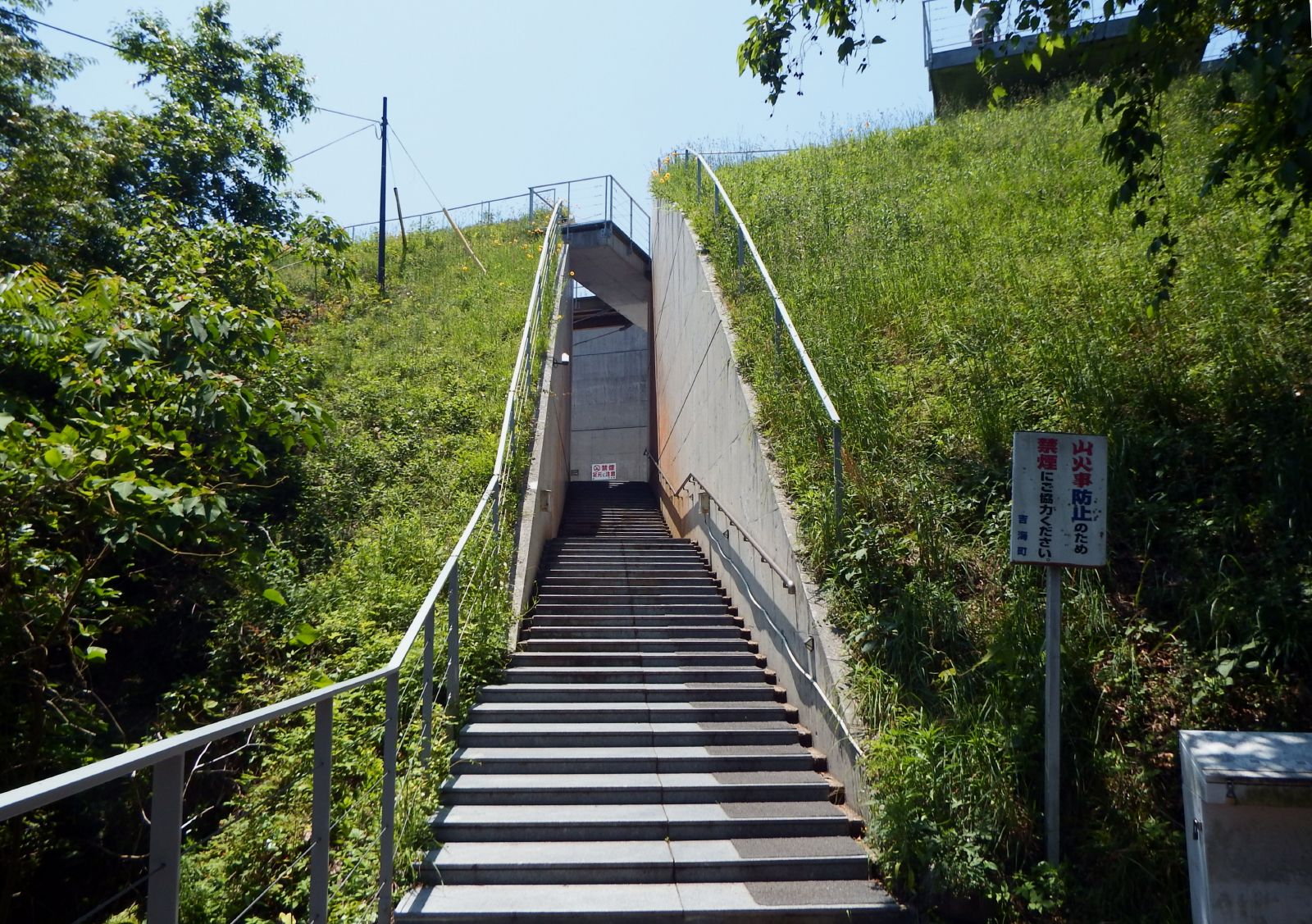
展望台入口
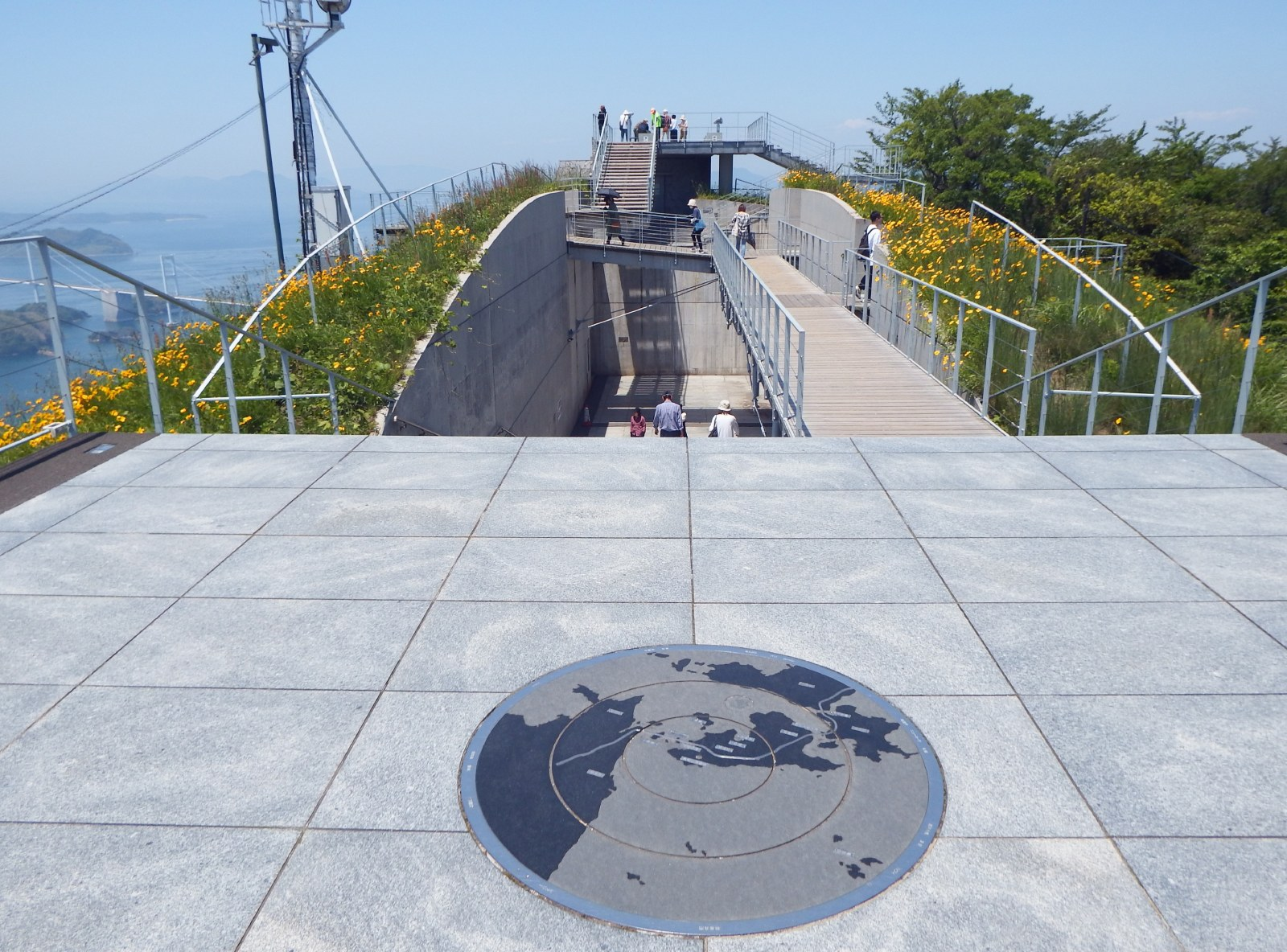
Aデッキから西を臨む
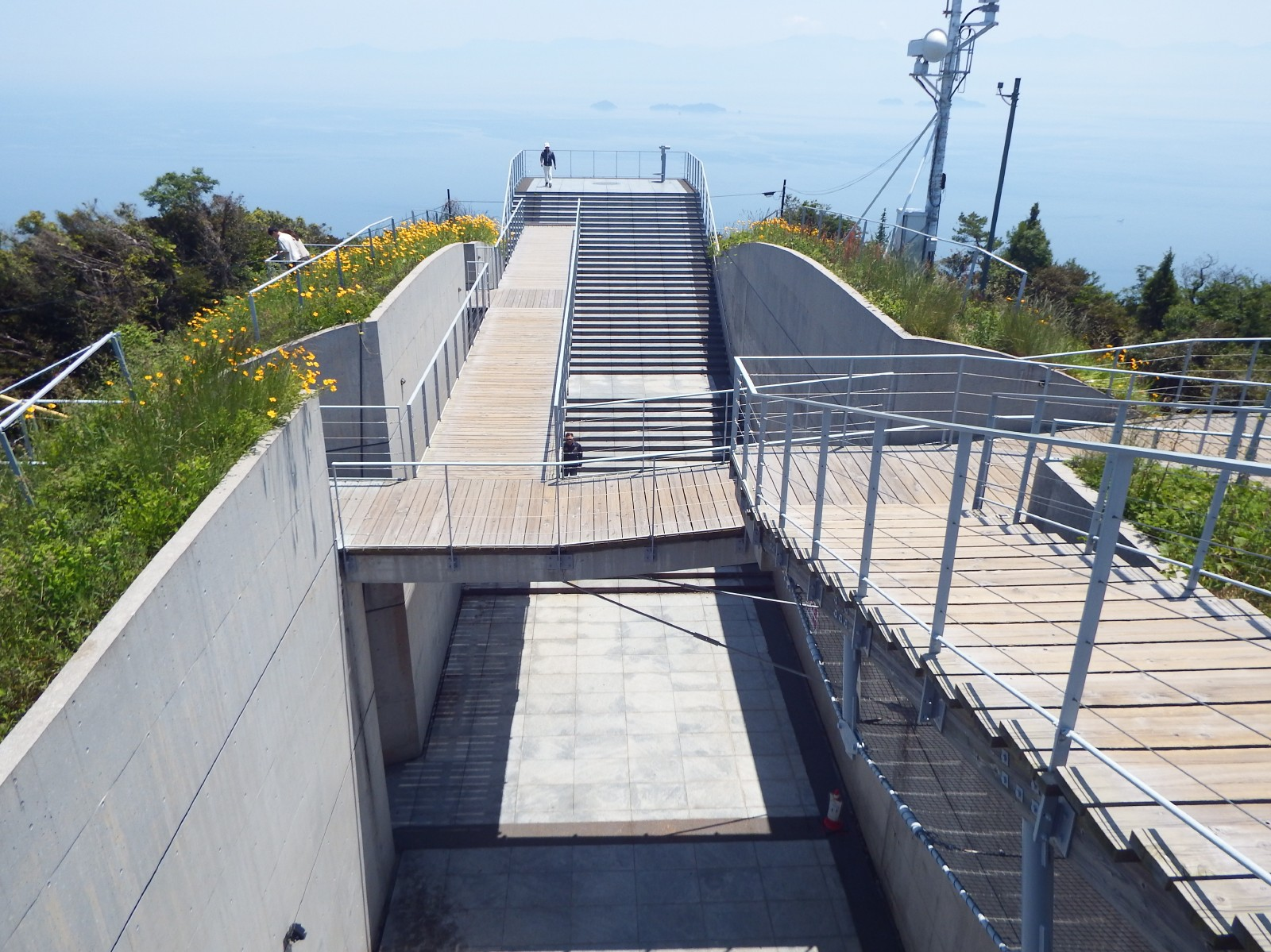
Bデッキから東を臨む